# Anna Karenina (film 1914)
Anna Karenina è un film muto del 1914 diretto da Vladimir Gardin, prima produzione cinematografica interamente russa del capolavoro di Tolstoj. Fu un'operazione per rendere per la prima volta la grande letteratura accessibile alle masse. Mariya Germanova era una famosa attrice di teatro che non aveva mai recitato in un film. Il regista Vladimir Gardin ebbe qualche problema per metterla a proprio agio nel recitare davanti a una cinepresa e la critica rilevò una certa debolezza nella sua interpretazione.Vladimir Shaternikov, l'attore che interpreta Karenin, morì in guerra sul fronte tedesco.
Negli USA, il romanzo verrà ripreso dalla MGM che ne farà - con Anna Karenina del 1927 diretto da Edmund Goulding e con  Anna Karenina del 1935, diretto da Clarence Brown - due film di successo, interpretati entrambi da Greta Garbo.

## Trama
Anna Karenina trova il grande amore in Vronsky. Abbandona il marito e il figlio per seguire l'amante con cui va in Italia. L'amore, però, sfiorisce. Quando lei torna a casa, il marito la caccia. La donna, disperata, si suicida gettandosi sotto un treno.

## Produzione
Il produttore Pavel Thiman (in russo, Павел Густавович Тиман) aveva acquistato nel 1912 gli studi della Pathé a Mosca e si era specializzato in una serie di film feuilleton o film tratti da romanzi di successo, tra cui anche questo Anna Karenina che fu prodotto dalla sua casa Thiemann & Reinhardt. Per il ruolo della protagonista, volle una famosa attrice del Teatro d'Arte di Mosca, Mariya Germanova.

## Distribuzione
Il film uscì nelle sale il 7 ottobre 1914 IMDb.